# اقتصاد تشاركي
الاقتصاد التشاركي (اقتصاد المشاركة أو الاقتصاد التعاوني) هو نظام اقتصادي مستدام يقوم على مشاركة الأصول البشرية والمادية، ويشمل الإبداع والإنتاج والتوزيع والإتجار والاستهلاك التشاركي للبضائع والخدمات بين مختلف الأفراد والمنشأت التجارية، وتأخذ تلك الأنظمة العديد من الأشكال إلا أنها تعمل في مجملها على تعزيز تقنية المعلومات من أجل تزويد الأفراد والمؤسسات الحكومية وغير الربحية بالمعلومات التي تساعد في توزيع البضائع والخدمات ومشاركتها وإعادة استغلال الطاقات المهدرة والفائضة، وثمة اعتقاد سائد بأن مشاركة المعلومات المتعلقة بالبضائع والخدمات، سيزيد من قيمتها على مستوى المؤسسات والأفراد والمجتمع

## النطاق
يضم الاقتصاد التشاركي مجموعة واسعة من الأنظمة كالربحية وغير الربحية والمقايضة والأنظمة التعاونية، ويتيح إمكانية الوصول إلى المنتجات والخدمات والمواهب خارج نطاق الملكية الفردية وذلك ما يعرف أحيانًا باسم «اللاملكية»، حيث تشارك المؤسسات والحكومات والأفراد بفعالية كمشترين وبائعين ومقرضين أو مقترضين في هذه الأنظمة المتنوعة والمتطورة، علمًا بأن.العروض القائمة على المشاركة ترتكز على مجموعة من القيم كالثقة والشفافية والتمكين الاقتصادي والتعبير الخلاق والأصالة والمرونة المجتمعية والترابط بين البشر.

## المنشأ
بدأ ظهور مصطلح «الاقتصاد التشاركي» في منتصف العقد الأول من القرن الحادي والعشرين، حيث بدأت تلوح في الأفق أنظمة عمل جديدة متأثرةً بتطور التقنيات الاجتماعية وزيادة التوجه بضرورة التدخل العاجل لمواجهة النمو السكاني العالمي المطرد واستنزاف الموارد، ولعل خير مثال على ذلك «مأساة المشاع» التي أثارت فكرة أن كلاً منا يساهم في استنزاف الموارد المشتركة التي نحتاجها للحفاظ على نوعية حياتنا وذلك في إطار سعينا الفردي نحو تحقيق مصلحتنا الذاتية، في هذا الصدد، افترض أستاذ القانون بجامعة هارفارد يوشاي بنكلر، أن تقنية الشبكات قد تخفف من حدة هذه القضية من خلال ما أسماه «إنتاج النظراء القائم على الموارد المُشاعة»، وقد بدأ استخدام ذلك المسمى لأول مرة في عام 2002، ويدعم البرنامج الفكرة التي مفادها أن الأنظمة الخطية للإنتاج والتوزيع لا تتوافق مع الموارد المحدودة لكوكبنا، لذلك أصبحت الحاجة ملحة لابتكار مناهج بديلة، وهذا ما دعت إليه آني ليونارد في عام 2007 في فيلمها الوثائقي «قصة الأشياء». روج رايتشيل بوستمان ورو روجرز في كتابهما «ما هو لي هو لك» الصادر عام 2010 لقدرة الأنشطة الاجتماعية والاقتصادية المشتركة على معالجة مشكلة استنزاف الموارد العالمية واستحداث أنماط جديدة لتطوير الثروات والقيمة الاجتماعية،), وهو ذاته ما دعت إليه ليزا جانسكي في: «أهمية المشاركة في مستقبل الأعمال», من خلال إعداد دليل عالمي للمؤسسات والمنشآت المهتمة بالاقتصاد التشاركي كالمجلة والمجموعة الإلكترونية Shareable.net وكذلك The People Who Share - وهي حملة ترمي إلى الترويج للاقتصاد التشاركي من خلال تنظيم يوم المشاركة العالمي وتصل إلى أكثر من 70 مليون شخص في 192 دول

## الأنظمة
ظهرت أنماط العمل المختلفة للاقتصاد التشاركي من غرائزنا البشرية الفطرية كالتعاون والمشاركة والكرم والحرية الشخصية والمرونة، وتشمل تلك الأنماط الإيجار والمقايضة والاقتراض والهبة والمبادلة وأشكال مختلفة من الملكية المشتركة كالأنظمة التعاونية، وتعتمد أكثر الأنماط شهرة على ما يسمى «السوق ثنائية الاتجاه» وهي عبارة عن سوق حيث تكون تقنية المعلومات - منصة فعالة ينشئها ويديرها طرف ثالث ووظيفتها هي تمكين أنشطة الاقتصاد التشاركي. تُفعل معظم أنظمة الاقتصاد التشاركي بتقنيات ربط جديدة، وفيما يلي أكثر تلك الأنظمة شهرةً:

### أسواق الند إلى الند
يتعامل الأفراد في هذا النمط تعاملاً مباشرًا مع آخرين في الأسواق ثنائية الاتجاه التي يديرها طرف ثالث، حيث يكون يتولى طرف ثالث - قد يكون مؤسسة أو منشأة تجارية أو حتى حكومة - إدارة الأسواق ثنائية الاتجاه فيما يتعلق بتطويرها وصيانتها ووضع سياستها، غير أنها لا تكون أنظمة «نظير إلى النظير» بالمعنى الفني لها، إذ يكون هناك عامةً سوق مركزية عامة تدير المعاملات والتعاملات، ومن أمثلتها إير بي إن بي وKrrb.

## القوة المحركة
هناك قوى محركة وراء ظهور مؤسسات ومنشآت الاقتصاد التشاركي ومنها:
- تقنية المعلومات ووسائط التواصل الاجتماعي: دخلت مجموعة من تقنيات التمكين حيز التفعيل مما سهل التعاملات المباشرة لشبكات الأفراد والمؤسسات، ويضم ذلك البيانات المفتوحة، والشمولية وانخفاض تكلفة الهواتف المحمولة، ووسائط التواصل الاجتماعي. مع العلم بأن هذه التقينات تحد - بشكل كبير - من الاختلاف بين الأعمال القائمة على المشاركة والأنماط المؤسسية
- النمو السكاني: من المتوقع أن يصل عدد سكان العالم بحلول عام 2050 إلى 9.3 مليار نسمة، وحسب تقارير صادرة عن الأمم المتحدة، ستبلغ نسبة التَّمدُن في الدول النامية والمتقدمة 64.1% و85.9% على التوالي، ولا يخفى علينا أن نسق الحياة الأكثر كثافة بالمدن يجعل الفرصة سانحة لمشاركة الموارد والخدمات على نطاق أوسع.

## المؤسسات الرئيسية الداعمة للاقتصاد التشاركي
ظهر عدد من المؤسسات الداعية للربط بين الأطراف المشتركة ومشاركة الاتجاه السائد، ومن أهم تلك المؤسسات ما يلي:
- The People Who Share: مؤسسة بريطانية غير ربحية تأسست في شهر يناير من عام 2011 على يد بينيتا ماتوفسكا ورسالتها هي تشجيع الاقتصاد التشاركي، وتدير تلك المؤسسة حملة ترمي إلى زيادة الوعي وتنظيم الفعاليات المتعلقة بالاقتصاد التشاركي والتي من أشهرها: يوم المشاركة العالمي، وقد تمكنت هذه الحملة من الوصول إلى أكثر من 70 مليون شخص في 192 دولة في عام 2013، [20] ومن المزمع أن ينعقد يوم المشاركة العالمي لعام 2014 في الأول من شهر يونيو
- OuiShare: مؤسسة فرنسية غير ربحية ترمي إلى ربط الجهود في إطار الاقتصاد التشاركي أو التعاوني بهدف إنشاء شبكة عالمية من الأطراف المتشاركة والمتعاونة، وقد تأسست في دولة فرنسا في عام 2012، ثم ما لبثت أن توسعت أنشطتها لتصل إلى أوروبا وأمريكا اللاتينية والشرق الأوسط.
- Shareable: «مركز إخباري غير ربحي للتحول التشاركي» وتعتبر المجلة الإلكترونية العالمية الأولى المهتمة بالاقتصاد التشاركي.
- Collaborative Consumption.com: يزداد أهمية هذا الموقع الذي أنشأته رايتشيل بوتسمان بعد كتابها الشهير «ما هو لي هو لك - What's Mine is Yours'» (عام 2010)، كمصدر إلكتروني للاستهلاك التعاوني حول العالم فضلاً عن كونها شبكة اجتماعية متخصصة، «ويُقدم الموقع لزائريه الأخبار والمحتوى والفعاليات والوظائف والدراسات من مختلف وسائل الأعلام والمدونات إلى جانب المحتوى الأصلى الصادر عن الموقع».
- The Mesh: تمتلك دليلاً عالميًا لأعمال الاقتصاد التشاركي ونظمت فعاليات Mesh2013 الحدث الأول من نوعه الذي يجمع «مشجعي» الاقتصاد التشاركي.

## مسألة الثقة
يعتمد الاقتصاد التشاركي على رغبة المستخدمين في المشاركة، غير أنه لا بد وأن يكون للمستخدمين قدرٌ من الموثوقية والمصداقية حتى يتمكنوا من تبادل الخدمات، ولكن سيظل السؤال يتردد: كيف يمكن للمرء أن يثق بشخص آخر لا يعرفه؟ بل وكيف يمكن للمرء أن يبني سمعة طيبة مع استخدامه لأسواق «نظير إلى نظير» مختلفة؟ انها مسألة محورية في تطوير الاستهلاك التعاوني، وهناك احتمالات جديدة لعلاج المشكلة، ولهذا، تسعى المشاريع الناشئة جاهدةً لتطوير حلول لها مثل TrustCloud في الولايات المتحدة وFidbacks في أوروبا.
في كثير من الحالات تنعدم الرقابة الحكومية على هذا النوع من المؤسسات، فقد يكون بعضها غير مرخص وبالتالي تحدث الكثير من المشاكل المتعلقة بسلامة المستخدمين الشخصية أو بحالات النصب والاحتيال أو التمييز العنصري أو العرقي أو الديني.

## انواعه
| الزراعة - مشاركة الحدائق - Heifer International - مقايضة البذور الاقتصادا - تمويل جماعي - Peer-to-peer banking - إقراض نظير لنظير - اقتصاد افتراضي الغذاء - كافيتيريا - بنك الطعام - Social dining السفر - ToursByLocals Real estate - إير بي إن بي - سكن مشترك - Coliving - مساحة عمل مشتركة - كاوتش سيرفينج - Emergencybnb - Home exchange - الاقتصاد التشاركي | العمل - مساحة عمل مشتركة - سوق المستقلين - LETS - عملة زمنية التخاصية - نظام المقايضة - مبادلة الكتب ‏ - Borrowing center - تبادل الملابس - Fractional ownership - Freecycling - محلات الهبة - الاقتصاد التشاركي - List of tool-lending libraries - Toy library النقل والمواصلات - تقاسم ركوب الدراجات - تقاسم الركوب - Carsharing and peer-to-peer carsharing - ركوب الدراجات - مشاركة التنقل نظير لنظير ‏ - سيارة أجرة مشتركة - ركن السيارات - Transfer cars - شركة مشاركة الرحلات ‏ | الحاكمية - Algorithmic regulation الأعمال - Product service system التقنية - حوسبة سحابية - مشروع جنو - برمجيات مفتوحة المصدر - حوسبة تطوعية الحقوق الرقمية - حقوق متروكة - رخصة الفنون الحرة - محتوى مفتوح مجالات أخرى - Club theory - ويكيميديا - ويكيبيديا |